# Кровавые деньги (фильм, 1947)
«Кровавые деньги», оригинальное название «Дублон Брашера» (англ. The Brasher Doubloon) — фильм нуар режиссёра Джона Брама, вышедший на экраны в 1947 году.
Фильм поставлен по роману Рэймонда Чандлера «Высокое окно» (1942), в котором частный детектив Филип Марлоу (Джордж Монтгомери) ведёт поиск исчезнувшей ценной монеты (дублона Брашера), сталкиваясь с серией убийств, психических отклонений, шантажом, алчностью и обманом. В итоге ему удаётся найти монету, раскрыть убийства и найти любимую девушку.
Ранее по этому же роману Чандлера уже был поставлен фильм «Время убивать» (1942), однако имя главного героя в том фильме было изменено на Майкл Шейн (его роль сыграл Ллойд Нолан). Другими наиболее значимыми фильмами по книгам Чэндлера о частном сыщике Филипе Марлоу стали «Убийство, моя милая» (1944), «Глубокий сон» (1946), «Леди в озере» (1946), «Марлоу» (1969), «Долгое прощание» (1973), «Прощай, моя красавица» (1975) и «Большой сон» (1978).

## Сюжет
Частного детектива Филипа Марлоу (Джордж Монтгомери) вызывают в Пасадину на виллу богатой вдовы Элизабет Мёрдок (Флоренс Бейтс), где дверь ему открывает красивая, молодая секретарша хозяйки Мерл Дэвис (Нэнси Гилд). В гостиной Марлоу встречает Лесли (Конрад Джэнис), неприятный сын миссис Мёрдок, который заявляет, что его мать отказывается от услуг детектива. Тем не менее, миссис Мёрдок приглашает Марлоу в свой кабинет, где поручает ему найти пропавший дублон Брашера, редкую и очень ценную монету из коллекции её умершего мужа. Дублон хранился в сейфе, код от которого помимо неё знали только Лесли и Мерл. Миссис Мёрдок сообщает, что ей известно, кто украл монету, но не говорит сыщику его имя. После таких слов Марлоу заявляет миссис Мёрдок, что отказывается от дела, так как она не до конца откровенна с ним. Выйдя из кабинета, детектив возвращает секретарше чек, однако та уговаривает его передумать. Ради понравившейся ему девушки Марлоу соглашается взяться за дело, одновременно обещая заняться проблемами Мерл, которая патологически боится мужских прикосновений и находится в сильной психологической зависимости от миссис Мёрдок.
Вскоре в офис к Марлоу приходит некто Эдди Пру, подозрительный тип, который работает на владельца ночного игрального клуба Винса Блэйра (Марвин Миллер). Пру пытается с помощью подкупа и угроз заставить Марлоу бросить дело Мёрдок, однако детектив выталкивает его из офиса. Затем Марлоу приезжает к торговцу монетами Элише Морнингстару, который недавно звонил миссис Мёрдок по поводу дублона Брашера, и тот подтверждает, что некто пытался продать ему эту монету. Однако Морнингстар подозревает, что это предложение было всего лишь уловкой, чтобы проверить монету на подлинность, при этом он отказывается назвать имя того, кто к нему обращался. Выйдя из кабинета Морнинстара, Марлоу подслушивает, как тот звонит частному детективу Джорджу Энсону. Марлоу приходит к Энсону домой, где обнаруживает, что тот незадолго до того был застрелен. Обыскав труп убитого, Марлоу находит в его кармане багажную квитанцию, по которой получает в камере хранения на вокзале небольшую коробочку с дублоном Брашера. Чтобы убедиться в подлинности монеты, Марлоу направляется к Моргенстару, однако обнаруживает, что тот тоже убит, а рядом с его телом лежит маленький пистолет, который он видел в письменном столе Мерл. Марлоу забирает оружие убийства с собой, после чего тайно проникает в дом миссис Мёрдок, чтобы проверить наличие пистолета в столе её секретарши. В этот момент в комнате появляется Мерл, говоря, что миссис Мёрдок не разрешает ей принимать гостей, удивляя Марлоу своим добровольным затворничеством и рабским подчинением хозяйке. Далее Мерл сообщает детективу, что сегодня днём по указанию миссис Мёрдок она отправила ему телеграмму об отказе от его услуг, так как дублон уже найден. В этот момент в комнате появляется Лесли, который поясняет, что это он брал дублон, чтобы оплатить свой карточный долг, однако ему удалось уговорить кредитора, который вернул дублон и согласился отсрочить уплату долга. Затем входит миссис Мёрдок, которая приглашает детектива в свой кабинет. Оставшись с детективом наедине, она рассказывает, что Мерл раньше работала секретаршей её мужа, мистера Мёрдока, который пять лет назад выпал из окна своего офиса, когда наблюдал за парадом роз в Пасадине. Гибель мистера Мёрдока шокировала девушку и пошатнула её психическое здоровье, и с тех пор миссис Мёрдок заботится о ней. Затем Марлоу показывает миссис Мёрдок настоящий дублон, доказывая таким образом, что она лжёт, утверждая, что монета у неё. После ухода Марлоу миссис Мёрдок приказывает Мерл достать у детектива монету этим же вечером любыми средствами, добавляя, что в её возрасте, она бы сама сделала это без проблем.
Домой к Марлоу приходит некто Рудольф Ваннир (Фриц Кортнер), который утверждает, что дублон принадлежит ему, и он должен был получить монету через Энсона. По его мнению, Марлоу должен знать, где монета, так как именно он обнаружил труп Энсона. Ваннир даже угрожает Марлоу пистолетом, требуя отдать монету, однако детектив легко разоружает его. Из дальнейшего разговора Марлоу понимает, что Ваннир является заядлым коллекционером и что он кого-то шантажировал в расчёте получить монету в обмен на то, что у него есть. Выяснив, что Ваннир раньше был оператором кинохроники, Марлоу понимает, что, вероятно, у него есть какая-то компрометирующая съёмка. Однако больше никаких подробностей ему выяснить не удаётся. Тем же вечером домой к Марлоу приходит Мерл, пытаясь его соблазнить. И хотя Марлоу с удовольствием целует молодую секретаршу в качестве урока общения с мужчинами, однако дублон ей не отдаёт. Тогда Мерл угрожает ему оружием, однако Марлоу легко отнимает у неё револьвер. Затем по просьбе Марлоу она рассказывает, что Мёрдок ранее не раз приставал к ней, из-за чего она ненавидела и избегала его. В день его гибели, когда они вместе смотрели парад роз из окна его офиса, Мёрдок вновь схватил её, после чего она ничего не помнит. Между тем, миссис Мёрдок постоянно напоминает Мерл о гибели мужа, намекая на то, что секретарша могла в невменяемом состоянии вытолкнуть его из окна. Мерл знает Ваннира уже пять лет, и все эти годы миссис Мёрдок ежемесячно выплачивала оператору по 500 долларов, якобы для того, чтобы уберечь Мерл от беды. Получив у Марлоу дублон, Мерл должна выменять на него киноплёнку у Ваннира. Марлоу успокаивает Мерл и оставляет её на ночь в своей квартире, а сам направляется в офис. По дороге на него нападает Пру с сообщниками, доставляя в клуб Блэйра. Когда Блэйр в присутствии Лесли требует отдать ему дублон, Марлоу утверждает, что монету вернули миссис Мёрдок, в качестве доказательства показывая полученную от неё телеграмму. Подозревая, что монету вернул Лесли, громилы Блэйра набрасываются на него, и Марлоу использует эту возможность, чтобы убежать. На следующий день Марлоу просыпается в офисе от телефонного звонка Мерл, которая просит его срочно приехать к Ванниру. Там он находит тело убитого кинооператора и растерянную секретаршу, которая рассказывает детективу, что пришла потребовать у Ваннира киноплёнку, которой тот шантажировал миссис Мердок. По царапинам на руке Ваннира Марлоу понимает, что убийцей была женщина, однако Мерл говорит, что на момент её прихода оператор был уже мёртв. По её словам, миссис Мердок платила шантажисту, так как не хотела скандала и жалела Мерл, и кроме того, понимала, что это был несчастный случай. Когда они находят плёнку, в доме появляется Лесли с пистолетом в руке. Марлоу скручивает его, после чего вызывает полицию.
Марлоу приглашает в свой офис детектива, лейтенанта Бриза (Рой Робертс), сообщая ему, что раскрыл четыре убийства, включая убийство Мёрдока пятилетней давности. Сначала он передаёт лейтенанту письменное признание Лесли в том, что он убил Энсона и Морнингстара, а также пистолет с отпечатками его пальцев. Затем в кабинет доставляют Блэйра, Пру, Лесли и Мерл, а чуть позже — миссис Мёрдок. В их присутствии Марлоу раскрывает всю подноготную этого дела. По версии Марлоу, Лесли хотел завладеть дублоном, чтобы покрыть им карточный долг перед Пру и Блэйром, которые в свою очередь рассчитывали отдать нумизмату Ванниру дублон в обмен на киноплёнку, с помощью которой планировали вымогать деньги у миссис Мёрдок. В свою очередь миссис Мёрдок требовала от Лесли достать плёнку, угрожая лишить его наследства. Однако миссис Мёрдок не верит в виновность Лесли, утверждая, что он просто прикрывает Мерл, которая в состоянии беспамятства совершила все эти преступления точно так же, как когда-то вытолкнула из окна её мужа. Чтобы развеять все сомнения, Марлоу устанавливает экран и настаивает на просмотре кадров кинохроники, где отчётливо видно, как миссис Мёрдок выталкивает мужа из окна. Под грузом неопровержимых улик миссис Мёрдок сознаётся, что убила мужа, отомстив ему за увлечение Мерл. Она также сознаётся в том, что убила Ваннира, так как была готова на всё, чтобы прекратить шантаж и, кроме того, специально доводила Мерл до психического расстройства, чтобы она никогда не могла сойтись с мужчиной. После того, как полиция уводит арестованных Лесли и миссис Мёрдок, Марлоу остаётся с Мерл наедине. Девушка просит детектива закончить и её дело, на что Марлоу с готовностью соглашается и целует Мерл.

## В ролях
- Джордж Монтгомери — Филип Марлоу
- Нэнси Гилд — Мерл Дэвис
- Конрад Джэнис — Лесли Мёрдок
- Рой Робертс — лейтенант Бриз
- Фриц Кортнер — Вэнниер
- Флоренс Бейтс — миссис Элизабет Мёрдок
- Марвин Миллер — Винс Блэйр
- Рид Хэдли — доктор Мосс (в титрах не указан)

## История создания фильма
Как пишет историк кино Джефф Майер, после того, как в 1944 году по роману Рэймонда Чандлера «Прощай, моя любимая» кинокомпания RKO успешно поставила фильм «Это убийство, моя милочка» (1944), это был лишь вопрос времени, прежде чем и другие истории о Марлоу получат отражение на экране. Вскоре последовали фильмы «Большой сон» (1946) по первому роману Чандлера 1939 года и экранизация его третьего романа «Высокое окно» 1942 года, переименованное для экрана в «Дублон Брашера»  (в русском варианте — «Кровавые деньги»). Следует отметить, что кинокомпания Twentieth Century-Fox первой экранизировала этот роман Рэймонда Чандлера в 1942 году под названием «Время убивать», однако в том фильме вместо Филипа Марлоу фигурировал детектив Майкл Шейн (в исполнении Ллойда Нолана).
На роль режиссёра был назначен выходец из Германии Джон Брам, который, по словам Дэвида Хогана, был настоящим талантом, продемонстрировавшим мастерство создания атмосферы в своих лучших фильмах «Жилец» (1944) и «Хэнговер-сквер» (1945), а также в немного менее успешном «Медальон» (1946). Как пишет Хоган, хотя «у Брама был вкус и хороший глаз, однако, похоже, этот фильм разрушил его кинематографическую карьеру». По информации «Лос-Анджелес таймс» от 1945 года, на роль Марлоу рассматривались кандидатуры таких звёзд, так Фред Макмюррей, Виктор Мэтьюр и Дэна Эндрюс, однако в итоге студия остановилась на кандидатуре Джорджа Монтгомери, для которого эта роль стала последней по контракту с 20th Century Fox. К этому времени Монтгомери был известен ролями в основном в фильмах лёгкого жанра, таких как криминальная комедия «Рокси Харт» (1942), музыкальная мелодрама «Жёны оркестрантов» (1942), романтическая мелодрама военного времени «Китаянка» (1942) и мюзикл «Кони-айленд» (1943).
Некоторые первоначальные варианты сценария были отвергнуты Администрацией производственного кодекса из-за финала, в котором миссис Мёрдок, чтобы избежать наказания, кончает жизнь самоубийством. Администрация также возражала против сексуальных намёков, многочисленного пьянства и жестокости в фильме, а также против сцен, в которых уничтожаются отпечатки пальцев. Кроме того, как пишет Дэвид Хоган, «исходный материал романа содержит мрачный юмор в отношении патологического отвращения Мёрл к мужчинам и в отношении прикосновений, однако благодаря сценаристке Дороти Ханна удалось сохранить некоторые странные патологии Мерл. Тем не менее, Кодекс Хейса не позволял открыто назвать причину болезненного сознания молодой женщины, как это показано у Чандлера. Вместо этого даётся понять, что большая часть психологических причин Мёрл проистекает из преследующих её воспоминаний о том, как мистер Мёрдок на её глазах роковым образом выпал из окна пять лет тому назад» . В конце концов, несмотря на все перечисленные замечания со стороны цензуры, в мае 1946 года сценарий был одобрен.
Кроме того, студия получила специальное согласие Министерства финансов на изготовление копии дублона Брашера и показ его в фильме при условии, что отчеканенная монета и форма, использованная для её производства, будут уничтожены после завершения работы над фильмом. Подлинный дублон был отчеканен ювелиром Ефраимом Брашером в 1787 году для штата Нью-Йорк.

## Оценка фильма критикой

### Общая оценка фильма
Как после выхода на экраны, так и впоследствии фильм вызывал противоречивые отзывы специалистов. Так, после премьеры фильма в 1946 году газета «Нью-Йорк Таймс» написала, что эта «последняя из четырёх эскапад в насыщенной событиями карьере несокрушимого Филипа Марлоу» стала «на сегодняшний день самой слабой». По мнению газеты, в том, что картина получилась «скучной», в равной степени виновны как «тяжеловесная и неоригинальная постановка Джона Брама, так и неуверенность Монтгомери при трактовке образа Марлоу». Кроме того, искушённые в детективах зрители могут быть разочарованы «заметной надуманностью ситуаций», а также тем, как в последней сцене Марлоу в телеграфном стиле раскрывает все загадки этой истории.
Позднее журнал TimeOut отметил, что хотя от этого фильма «обычно отмахиваются как от малозначимой экранизации», тем не менее, режиссёру Браму «есть что показать». Прежде всего, это «атмосфера картины, которая устанавливается с первых кадров в стенах старого мрачного дома, когда Филип Марлоу за кадром жалуется на ветер из Мохаве, который вечно дует в этих местах». Этот ветер на всём протяжении фильма «возбуждает болезненное настроение, когда раскачивающиеся ветви деревьев отбрасывают тени, мерцая в слабоосвещённых комнатах, где героиню медленно сводят с ума». По мнению Карла Мачека, хотя «при переносе атмосферы и крутого персонажа романа Чандлера фильм, возможно, и не доносит всю сложность произведения, однако он определённо добивается успеха как фильм нуар. В визуальном плане он насыщен мрачными, сдержанными образами на насыщенном и временами угрожающем фоне». Дейв Кер приходит к выводу, что хотя «изобретательный Брам и закручивает несколько мрачных композиций», тем не менее, фильм «так и не выходит за рамки халтуры, предназначенной подзаработать на успехе „Большого сна“». Шварц считает, что этот «фильм нуар сходен по теме и доставляет почти такое наслаждение как „Большой сон“. Просто он достаточно умный для фильма нуар, чтобы считаться классикой». По словам критика, «эта мрачная готическая мелодрама» сильна как «экспрессионистской атмосферой Джона Брама, умело перенесённой на экран оператором Ллойдом Эхерном», так и «острой, круто закрученной историей Рэймонда Чандлера». Хотя фильм и не так сложен, как роман, тем не менее, он умело использует его «энергичные реплики и живые причудливые образы наряду с задаваемой им мрачной атмосферой».
Спенсер Селби отмечает, что «это была последняя нуаровая экранизация романа Чендлера» с Филипом Марлоу, который оказывается втянутым «в сложный лабиринт насилия, шантажа и убийств», и, как отмечает Майкл Кини, в данном случае «причудливый криминальный мир персонажа Чандлера непросто вписывается в этот мягкий, но занимательный фильм нуар». По мнению Батлера, под этим фильмом «похоронен намного лучший фильм, чем тот, который вышел на экраны, и это очень жаль». Многие возлагают вину за неудачу фильма исключительно на Монтгомери, и действительно, актёр предлагает, «наверное, самую слабую кинематографическую трактовку знаменитого персонажа Филипа Марлоу. Однако было бы немного упрощённо предполагать, что актёр стал единственной причиной, по которой фильм не достиг цели». Хоган полагает, что «помимо роковой ограниченности Джорджа Монтгомери фильм проигрывает и от неизбежных и нелицеприятных сравнений с фильмом Джона Хьюстона „Мальтийский сокол“, который также повествует о приключениях частного детектива, где пёстрая группа людей вовлечена в безумный поиск». Кроме того, как полагает критик, «фильму не хватает того, что нужно каждому хорошему фильму — точки зрения».

### Оценка работы режиссёра и творческой группы
Критика разошлась в оценках относительно сценария, режиссёрской и операторской работа. Так, «Нью-Йорк Таймс» сетует на «недостаточную изобретательность в постановке», а, по мнению Батлера, «крупная проблема фильма заключена в сценарии, который чрезмерно упрощает первоисточник Рэймонда Чандлера, и что ещё важнее, недодаёт восхитительных крутых реплик, которые являются фирменным знаком этого жанра». Кроме того, «постановка Джона Брама также удручающе посредственна». Что же касается позитивных моментов, то это, прежде всего, «операторская работа Ллойда Эхерна, которая выполнена действительно со вкусом, наполняя фильм смутными тенями и экспрессионистскими городскими пейзажами», а также игра Флоренс Бейтс в роли второго плана. Мачек считает, что для нуара сценарий «бледный, и тем не менее в нём много реплик и гротескных образов, которые отличают фильм нуар от обычного триллера. Однако режиссёр Джон Брам придаёт фильму сравнительно сдержанный стиль. В крутом мире Брама не хватает чего-либо необычного или яркого». По мнению критика, «атмосфера этой картины далека от фильмов его классического периода, таких как „Жилец“ или „Хэнговер-сквер“. Даже музыка, обычно столь важная в фильмах нуар, странным образом отсутствует в большей части фильма». Тем не менее, киновед приходит к заключению, что «всё же это фильм нуар, в первую очередь, благодаря мощи вселенной Чандлера и населяющим её созданиям». Хоган замечает, что фильм не производит впечатления «низкобюджетного, тем не менее, у него бедный, немного измученный вид». Оператор Ллойд Эхерн, по его мнению, квалифицированно подаёт некоторые мрачные сцены, однако не предлагает «ничего поражающего или запоминающегося». Рецензент TimeOut считает, что фильм в своей заключительной части «удерживается на плаву не столько благодаря Чэндлеру или Хэмметту, сколько благодаря ощущению мрачной готической мелодрамы, на которой специализировался Брам». Журнал советует «забыть о Марлоу и наслаждаться отличным дополнением к списку таких фильмов режиссёра, как „Жилец“, „Гость в доме“, „Хэнговер-сквер“ и „Медальон“».

### Оценка актёрской игры
Игра Джорджа Монтгомери вызвала противоречивые отклики. Так, газета «Нью-Йорк Таймс», написала, что его игра «вполне приемлема — он делает решительные пассы Нэнси Гилд, молодой секретарше с комплексом вины неопределённого рода, и когда его избивают бандиты, не издаёт ни единого крика о помощи». Проблема, по мнению газеты, заключается в том, что "он просто-напросто не смотрится в этой роли. Как и его однофамилец Роберт, который сыграл Марлоу в «Леди в озере», Джордж Монтгомери выглядит слишком порядочным и понятливым, и ему не хватает жёсткости и неоднозначности Марлоу в исполнении Дика Пауэлла в «Это убийство, моя милочка» и Хамфри Богарта в «Большом сне». По мнению Кера, «Джордж Монтгомери создаёт образ глуповатого Марлоу», а Кини отмечает, что «хотя по-мальчишески задорному Монтгомери не удаётся приблизиться к суровым и жёстким образам Дика Пауэлла и Хамфри Богарта, и даже более элегантному Роберту Монтгомери, он всё равно довольно забавен».
Лесли Хэлливелл в Filmgoer’s Companion описывает героя Джорджа Монтгомери как «добродушного». По мнению Хогана, «это довольно точная оценка — и, помимо плохого сценария, это одна из наиболее серьёзных причин, почему фильм остался самым слабым из всех картин о Филипе Марлоу 1940-х годов». Джордж Монтгомери был широкоплечим высоким красавцем, который «неадекватно смотрится в роли Марлоу, которого Чандлер никогда не описывал как крупного или сильного человека». Ещё большая проблема, по мнению Хогана, заключается в том, что «Монтгомери не совсем хороший актёр. Он профессионал, но не более того. Произнося свои реплики настолько быстро, что слова трудно разобрать и увязать их с репликами других персонажей, он существует главным образом в ожидании моментов, чтобы произнести очередную незапоминающуюся остроту». Хоган также отмечает, что, помимо всего прочего, «Монтгомери не может дать почувствовать остроту ума Марлоу и совершает ещё больший грех неинтересности» . Батлер соглашается с тем, что «Монтгомери деревянный актёр, который не понимает разницу между сдержанной игрой и банальной скукой». Тем не менее, по мнению критика, «есть моменты в фильме, когда Монтгомери удивляет неожиданной вспышкой живости или правдоподобным нюансом». В целом, хотя Монтгомери «далёк от совершенства, тем не менее, его игру нельзя назвать полным провалом».
По мнению «Нью-Йорк Таймс», «лучшая игра в этом фильме исходит от пары опытных характерных актёров, Флоренс Бейтс в роли богатой миссис Мёрдок и Фрица Кортнера в роли отчаянного искателя легендарной монеты». TimeOut согласен с этим мнением, отмечая, что в «первом же разговоре дивная в своей зловредности Флоренс Бейтс легко переигрывает генерала Стернвуда, вызывая у зрителя мороз по коже и бросая вызов „Большому сну“». В середине же фильма "Кортнер отлично создаёт живой гротескный образ, подобный роли Лорре в «Мальтийском соколе». По словам Шварца, «Фриц Кортнер выделяется в своей злодейской роли, которую он исполняет так, как это сделал бы Питер Лорре, а Флоренс Бейтс очаровательно резка и груба в своей жуткой роли едкой старой карги». Хоган также обращает внимание на «внушительную Флоренс Бейтс, которая играет грубо самоуверенную миссис Мёрдок, донося неприятность её внешности и манеры поведения, которые столь живописно описаны Чэндлером в его романе». Карл Мачек полагает, что «большая часть актёрской игры в фильме непримечательна за исключением Фрица Кортнера, опытного актёра, сформировавшегося в немецком экспрессионистском кино 1920-х годов. Созданный им образ Ваннира привносит чувство болезненной энергии в эту усечённую историю Чандлера».